# Живите песни
Живите песни е български телевизионен игрален филм (психологическа драма) от 1976 г. по сценарий Кирил Василев. Режисьор е Нина Минкова, а оператор Младен Колев. Музика: Александър Йосифов. Текст на песента „Даскал Добри“: Дамян Дамянов .
Драматизация за живота на Добри Чинтулов.

## Актьорски състав
| В главните роли               | Изпълнител        |
| ----------------------------- | ----------------- |
| учителят Добри Чинтулов       | Юрий Яковлев      |
| младият Добри Чинтулов        | Любомир Бъчваров  |
| Анастасия                     | Ангелина Сарова   |
| търговецът Димитър Диамандиев | Славчо Митев      |
| Никола Тошков                 | Михаил Михайлов   |
| Васил Априлов                 | Христо Симеонов   |
|                               | Ивалин Димитров   |
|                               | Кристиян Симеонов |
| Натанаил                      | Тодор Иванов      |
|                               | Димитър Стефанов  |
| Михаил Греков                 | Добри Добрев      |
| Радан                         | Дончо Пашов       |
|                               | Валентин Гаджоков |
|                               | Христо Ценков     |
|                               | Калчо Георгиев    |
|                               | Владимир Давчев   |
|                               | Атанас Савов      |
|                               | Петър Гетов       |
|                               | Нешо Караджински  |
|                               | Тодор Дивчев      |